# Konst i tunnelbanor

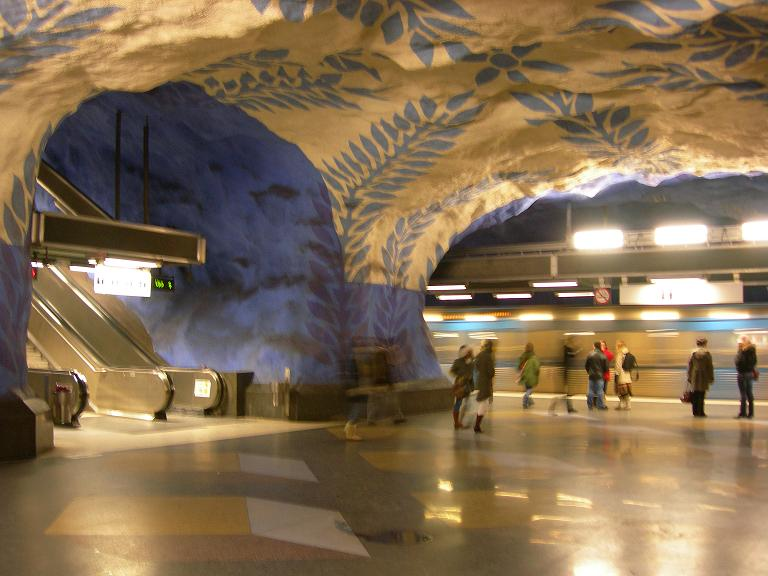
Nedre plattformen på station T-Centralen i Stockholm, gestaltad av Per Olov Ultvedt.

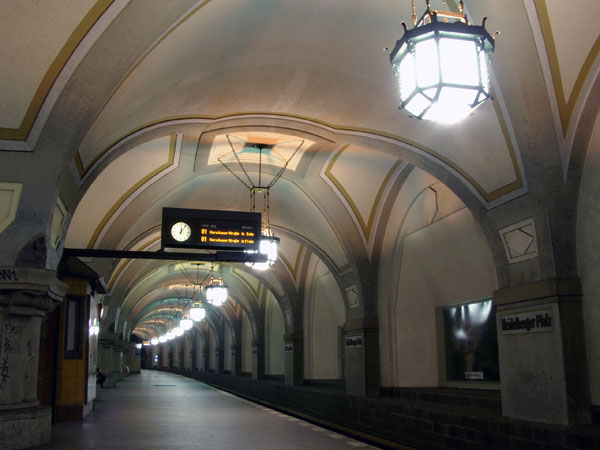
Station Heidelberger Platz i Berlin

Konst i tunnelbanor är en form av konstnärlig gestaltning av främst stationer, som syftar till större trivsel och bättre funktion i annars monotona spårbundna kollektivtrafikmiljöer. Bara laglig konst brukar räknas dit, inte klotter.
Gestaltning av miljön i tunnelbanor beror både av ingenjörstekniska, arkitektoniska och konstnärliga överväganden. Den arkitektoniska och konstnärliga utformningen tillmäts större vikt för miljöer under mark än över mark och ju djupare under mark som trafikanterna befinner sig. Den har både en praktisk och estetisk betydelse. Under mark är det svårt att orientera sig utan den typ av markörer som olikartade rumsbildningar, färg- och ljussättning samt konstnärliga utsmyckningar kan ge, samtidigt som tristess och rädsla att vistas under jord dämpas av estetiska element bryter en annars monoton miljö. Faktorer som fukt och stor genomströmning ställer samtidigt krav på en slitstark inklädning av underjordsstationer i en tunnelbana. 

## Tidiga exempel på konstnärlig gestaltning

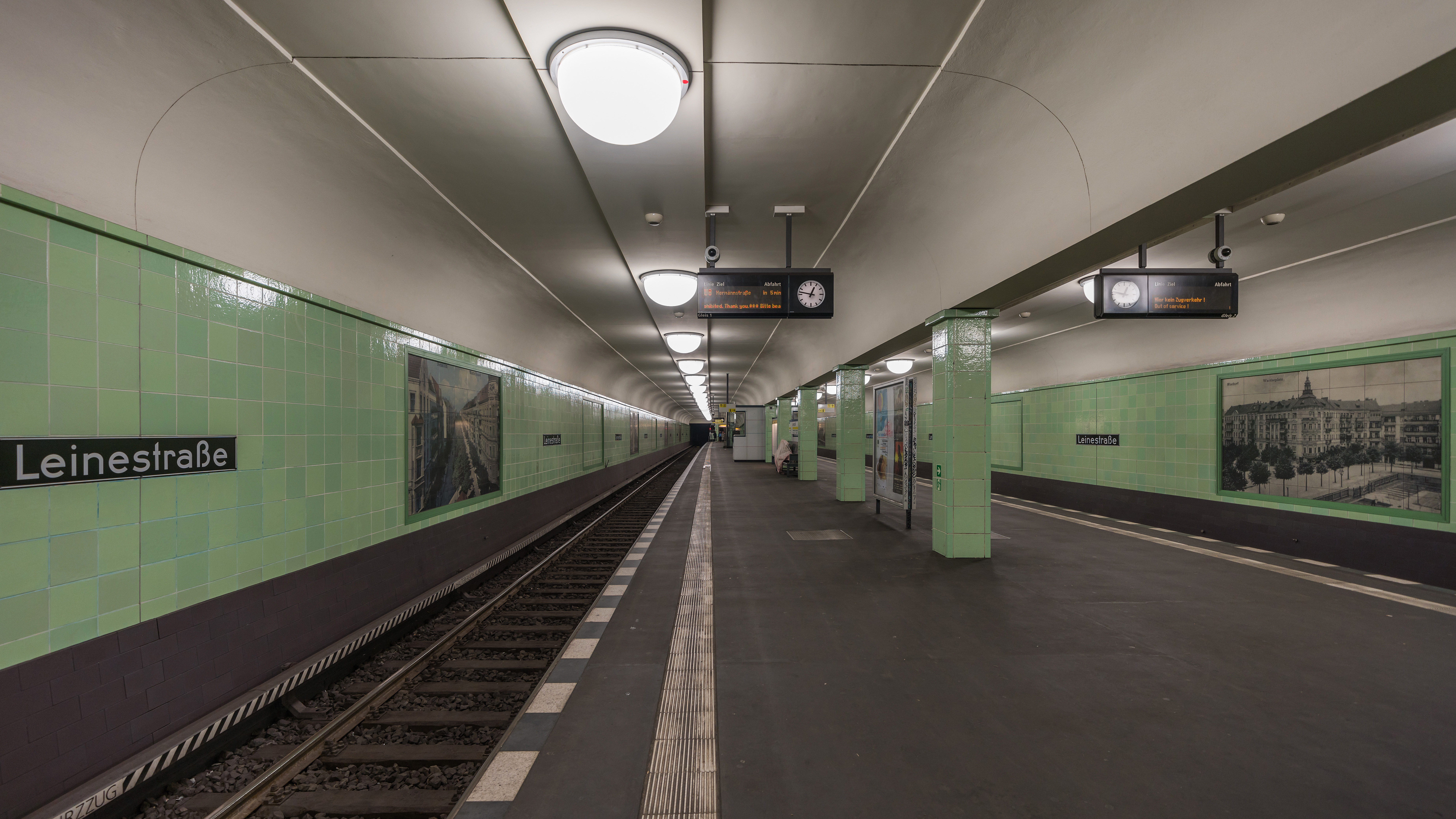
Station Berlin-Leinestasse, ritad av Alfred Grenander.

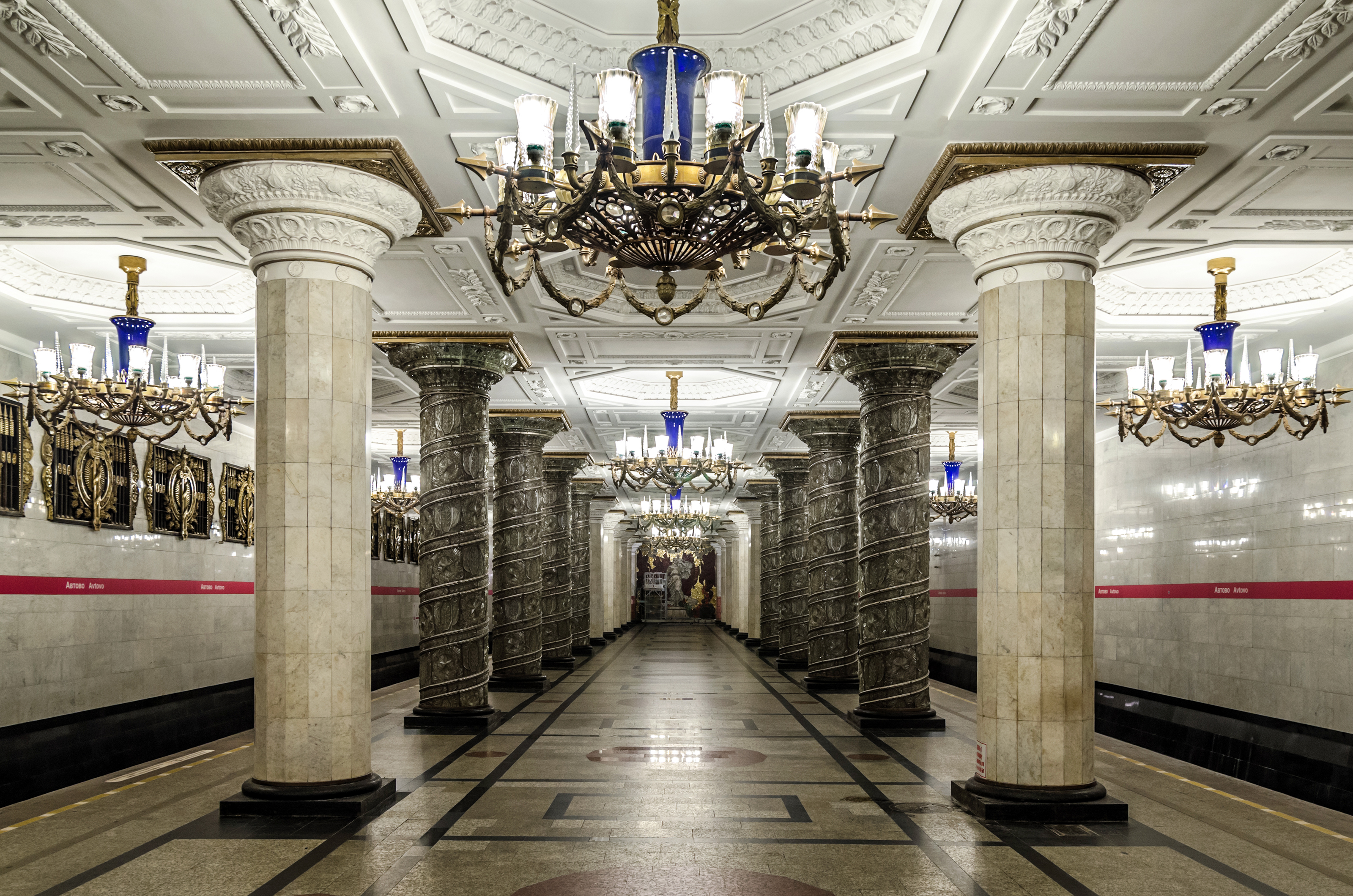
Station Awtowo i S:t Petersburg.

Hector Guimard utvecklade ett genomtänkt och speciellt formspråk i Art Noveau för Paris metro år 1900, vilket går igen i framför allt i stationsskyltar och i stationsingångarna på marknivå. En sådan stationsingång i original har skänkts till Montréals tunnelbana och repliker av ingångar gått till tunnelbanorna i Chicago, Lissabon och Mexico City.
Den svenske arkitekten Alfred Grenander ritade mellan 1902 och 1932 mer än 70 underjords- och ovanjordstationer i Berlin i en stil som utvecklade sig från jugend till modernistisk.

## Utvidgade möjligheter till konstnärlig gestaltning
Det största behovet av en genomtänkt arkitektonisk och konstnärlig miljö finns i tunnelbanornas underjordsstationer, där orienteringssvårigheterna är störst och där monotonin kan upplevas som besvärande.   
De tidiga underjordsstationerna låg antingen i sträckningar med borrade rör som vanligen i Londons tunnelbana eller med tunnlar i stål- eller betong byggda i utgrävda och övertäckta diken i befintliga gatunät ("Berlin-modellen"]. Dessa anläggningssystem tillät av praktiska och/eller ekonomiska skäl endast trånga stationer med begränsade möjligheter till storslagna konstnärliga gestaltningar. Genomgående arbetade man i dessa stationer med kakelklädda väggar och i bästa fall små variationer i form av färgsättningar och inlagda dekorativa mönster mellan olika stationer. 
Detta gällde också i Stockholms första tunnelbana från 1933, i sin första skepnad till 1950 en underjordisk spårväg med luftledning mellan Skanstull och Slussen. De båda underjordsstationerna Ringvägen (sedermera Skanstull) och Södra Bantorget (sedermera Medborgarplatsen) ritades av Holger Blom med en badrumslik kakelbeklädnad som senare också stod som modell för 1950-talets underjordsstationer Hötorget, Rådmansgatan, S:t Eriksplan och Fridhemsplan, även om dessa gavs en inbördes något olik färgsättning av detaljarkitektur.
Sprängningar av bergsstationer djupt under jord medgav både större arkitektonisk och konstnärlig frihet att utforma stationsmiljöer och tvingade till större ansträngning till konstnärlig gestaltning för att motverka trafikanternas obehag att vistas djupt under mark och tristess vid längre perioder mellan ovanjordsljus och tunnelbanefärd. Under 1930-talet anlades Moskvas tunnelbana djupt under marknivå, delvis av försvarsskäl för att få till stånd goda skyddsrum. Stationerna utformades i regel storslaget med stora volymer, marmorklädda ytor och magnifika lampkronor. Dessa har sedan stått modell för senare byggda tunnelbanor i S:t Petersburg och andra storstäder i dåvarande Sovjetunionen.
Tunnelbanan i Moskva studerades efter det andra världskriget vid planeringen av Stockholms tunnelbana, men fick ingen omedelbar efterföljd. Det avgörande beslutet att satsa på konstnärlig utsmyckning av Stockholms tunnelbana togs av Stockholms stadsfullmäktige 1955 och gällde station T-centralen. Därefter har en mer systematisk kontinuerlig satsning skett i Stockholms tunnelbana, med en höjdpunkt under den stora utbyggnaden av de röda och blå linjerna mellan mitten av 1960-talet till mitten av 1980-talet. Detta har resulterat i vad som Stockholms Lokaltrafik betecknar som "världens längsta konstutställning".  

## Nybyggda tunnelbanor
En ambitiös konstnärlig gestaltning av tunnelbanestationer har numera blivit vanlig i nybyggda tunnelbanenät över hela världen. I Münchens tunnelbana som invigdes på 1970-talet har man satsat på konstnärlig utformning med färg och form och blandad arkitektur.
Sedan 1990-talet har i stor utsträckning utländska stjärnarkitekter anlitats av olika länders transportföretag för att formgiva tunnelbanesystem eller enskilda stationer och ge prestige åt dessa, till exempel Norman Foster (Bilbao och Singapore) , Jean Nouvel (Perugia), Frank O. Geary (Hannover), Richard Rogers (Kaohsiung). Inhemska internationellt välkända arkitekter som Renzo Piano har ritat stationer i sin födelsestad Genua och Santiago Calatrava i Valencia.

### Business Weeks exempel på konstnärligt väl gestaltade stationer

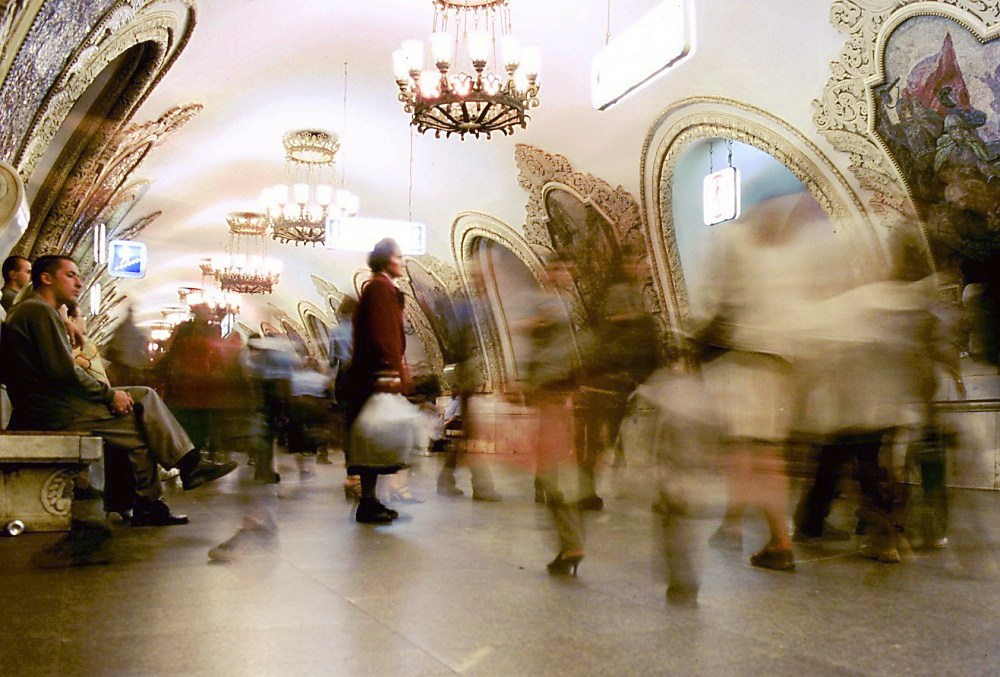
Kievskaja på ringlinjen i Moskva

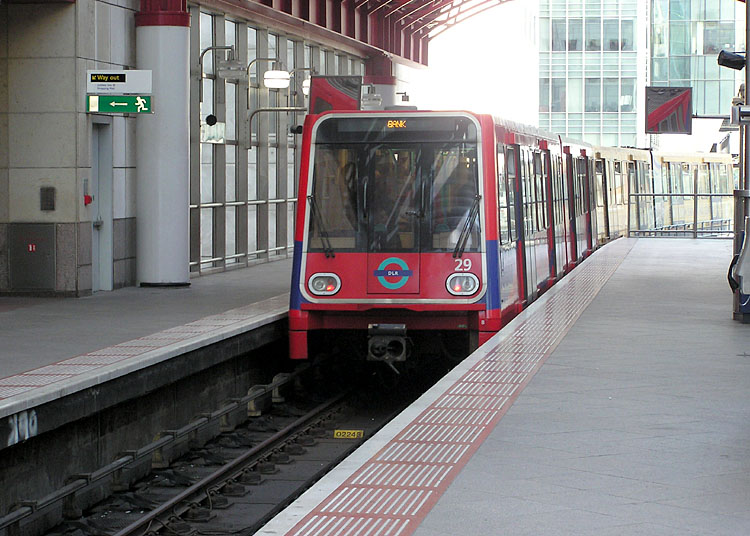
Station Canary Wharf i London, formgiven av Norman Foster

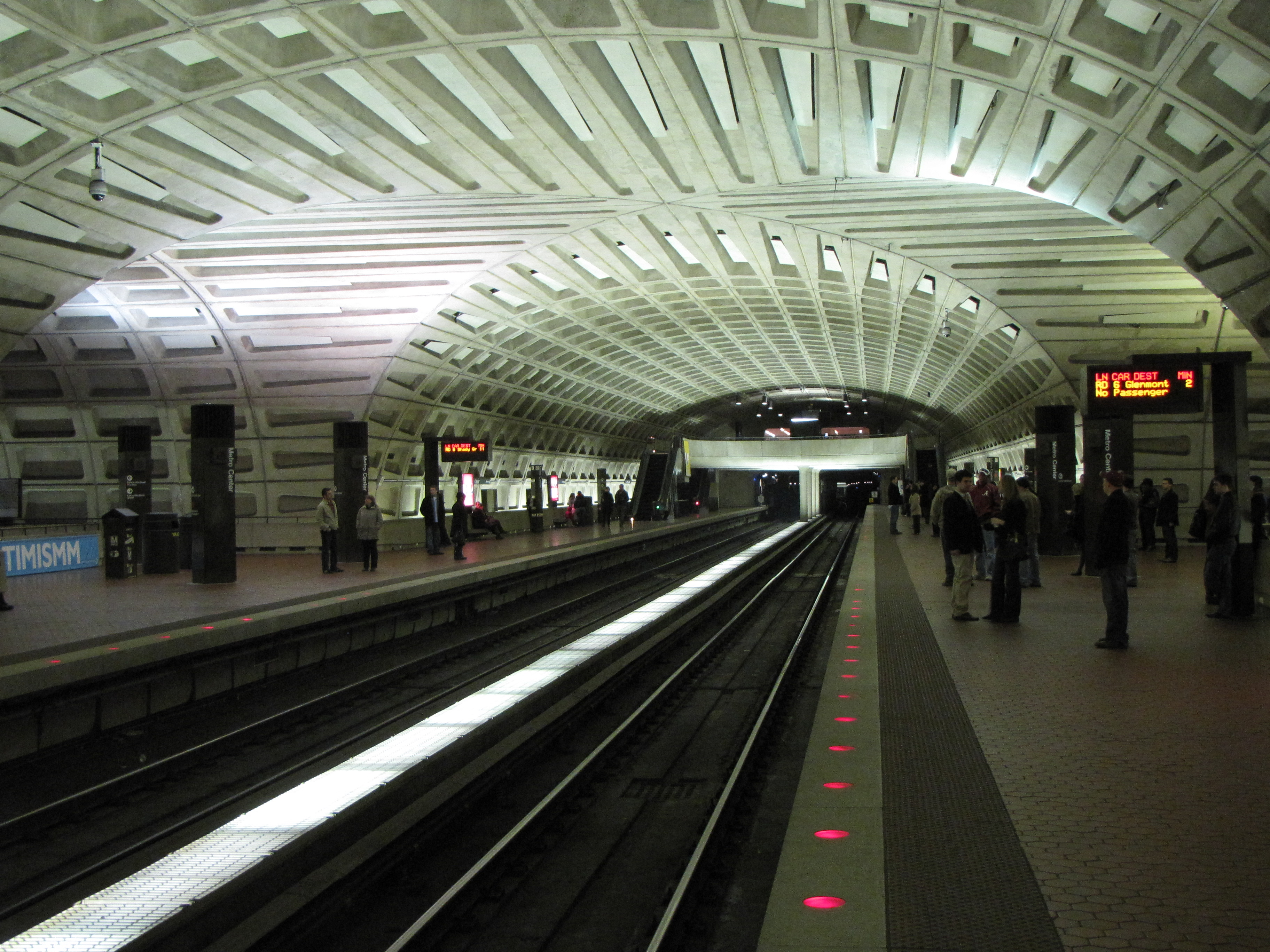
Station Metro Central i Washington D.C.

- Kievskaja, Moskva, formgiven av E.I. Katonin, V.K. Skugarev och G.E. Golubev.
- Canary Wharf, London, formgiven av Norman Foster
- Olaias, Lissabon, gestaltad av Tomás Taveira
- Brin, Genua (1990), formgiven av Renzo Piano
- Arts et Métiers (1994), Paris, gestaltad av Francois Schuiten
- T-Centralen (nedre plattformen) (1975) med flera stationer på blå linjen i Stockholm
- Capitol South (ca 1966), Washington D.C., formgiven av Harry Weese
- Porte de Valenciennes, Lille (1983), med konst av César
- Dülferstrasse, München (1993), formgiven av Peter Lanz och Jürgen Rauch
- Iman Khomeini, Teheran (1983), formgiven av Fakhimi
- Charlevoix, Montreal (efter 1993), formgiven av Mario Merola och Pierre Osterrath

### Metrobits.org:s lista över konstnärligt intressanta tunnelbanor

#### KategorinVärt en resa
- Moskvas tunnelbana
- Paris metro
- S:t Petersburgs tunnelbana
- Stockholms tunnelbana

#### KategorinVärt en avstickare

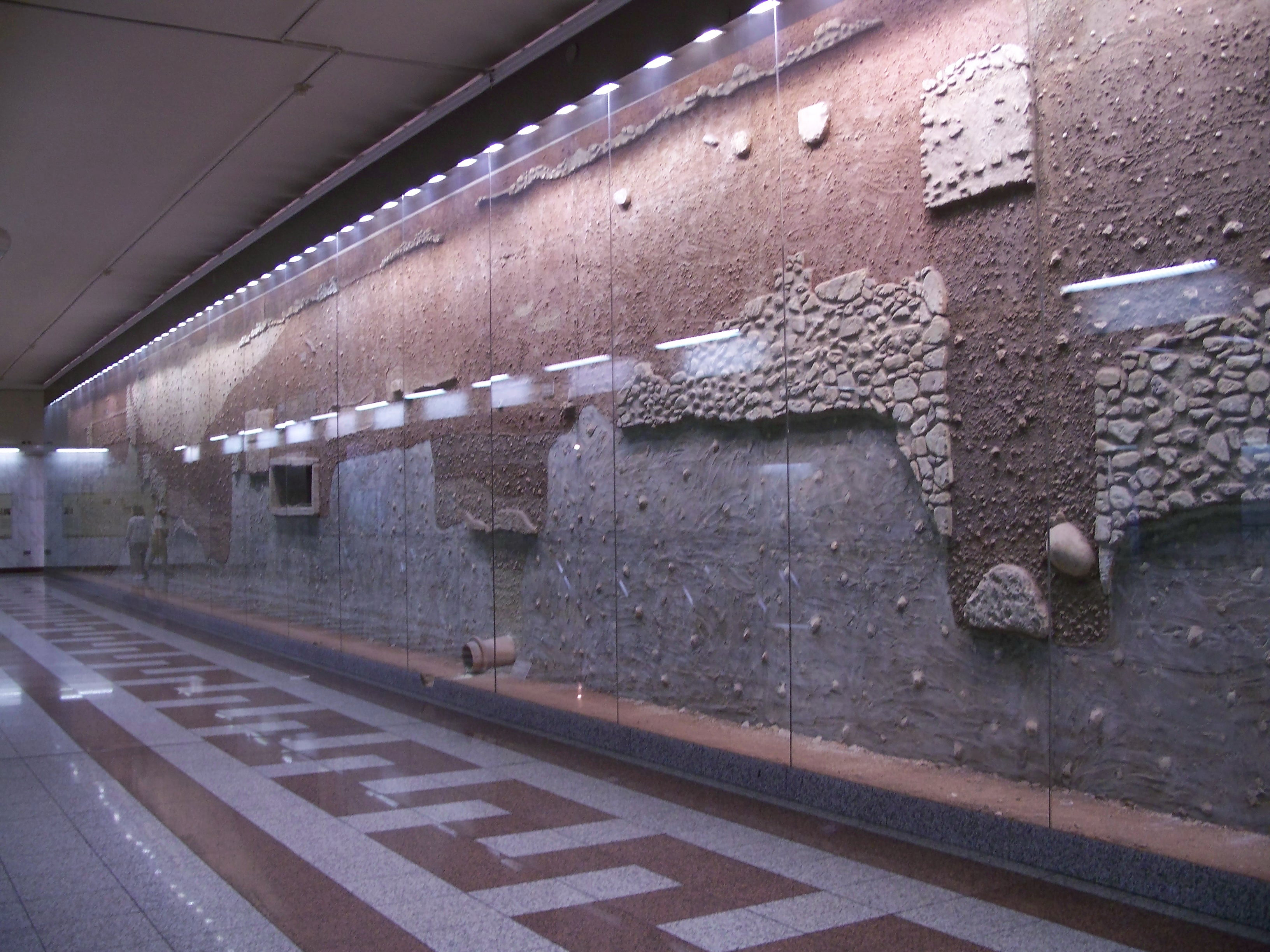
Station Syntagma i Atén.

- Atens tunnelbana
- Berlins tunnelbana
- Bilbaos tunnelbana
- Bryssels tunnelbana
- Dubais tunnelbana
- Kievs tunnelbana
- Lilles tunnelbana
- Lissabons tunnelbana
- Londons tunnelbana
- Montréals tunnelbana
- Münchens tunnelbana
- Prags tunnelbana
- Santiago de Chiles tunnelbana
- Tashkents tunnelbana
- Teherans tunnelbana
- Toulouses tunnelbana
- Wiens tunnelbana
- Washingtons tunnelbana

## Stationer/tunnelbanor påUnescosVärldsarvslista

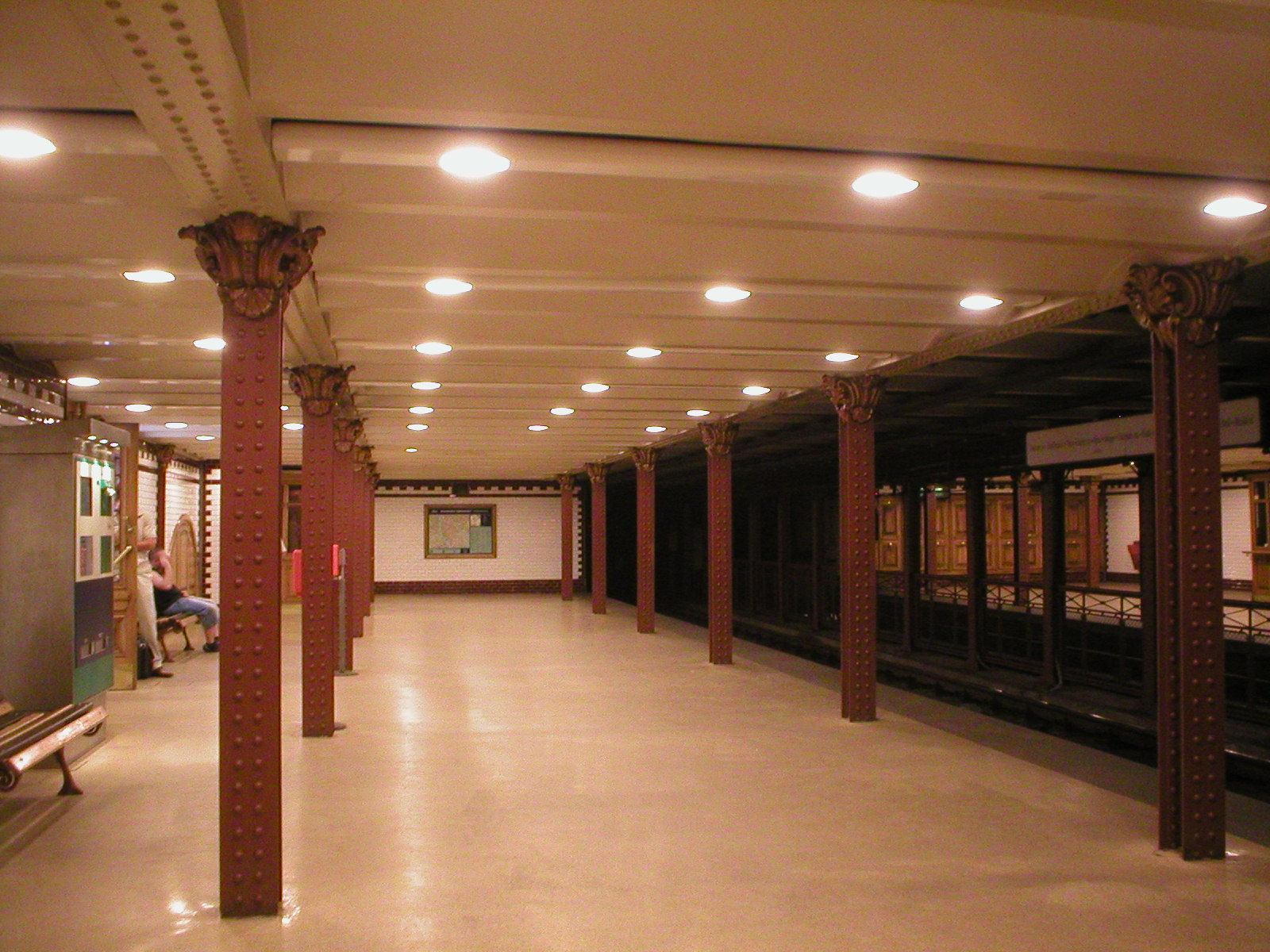
Station Opera i Budapest

- Budapests tunnelbana